# Prado (Cura Carpignano)
Prado è una frazione del comune italiano di Cura Carpignano.

## Storia
Il piccolo centro agricolo di Prado fu citato per la prima volta nel 1482, come appartenente alla Campagna Sottana del Principato di Pavia.
Con la suddivisione della Lombardia austriaca in province (1786) Prado fu assegnata alla provincia di Pavia.
In età napoleonica Prado appartenne all'effimero dipartimento del Ticino, con capoluogo Pavia, e allo scioglimento di questo al dipartimento d'Olona, con capoluogo Milano. Con la costituzione del Regno Lombardo-Veneto (1815) Prado fu assegnata alla provincia di Pavia.
All'Unità d'Italia (1861) il comune contava 252 abitanti. Nel 1871 il comune di Prado fu aggregato a quello di Fossarmato, a sua volta aggregato a Pavia nel 1939.
Attualmente Prado è frazione del comune di Cura Carpignano.